# Gartenring

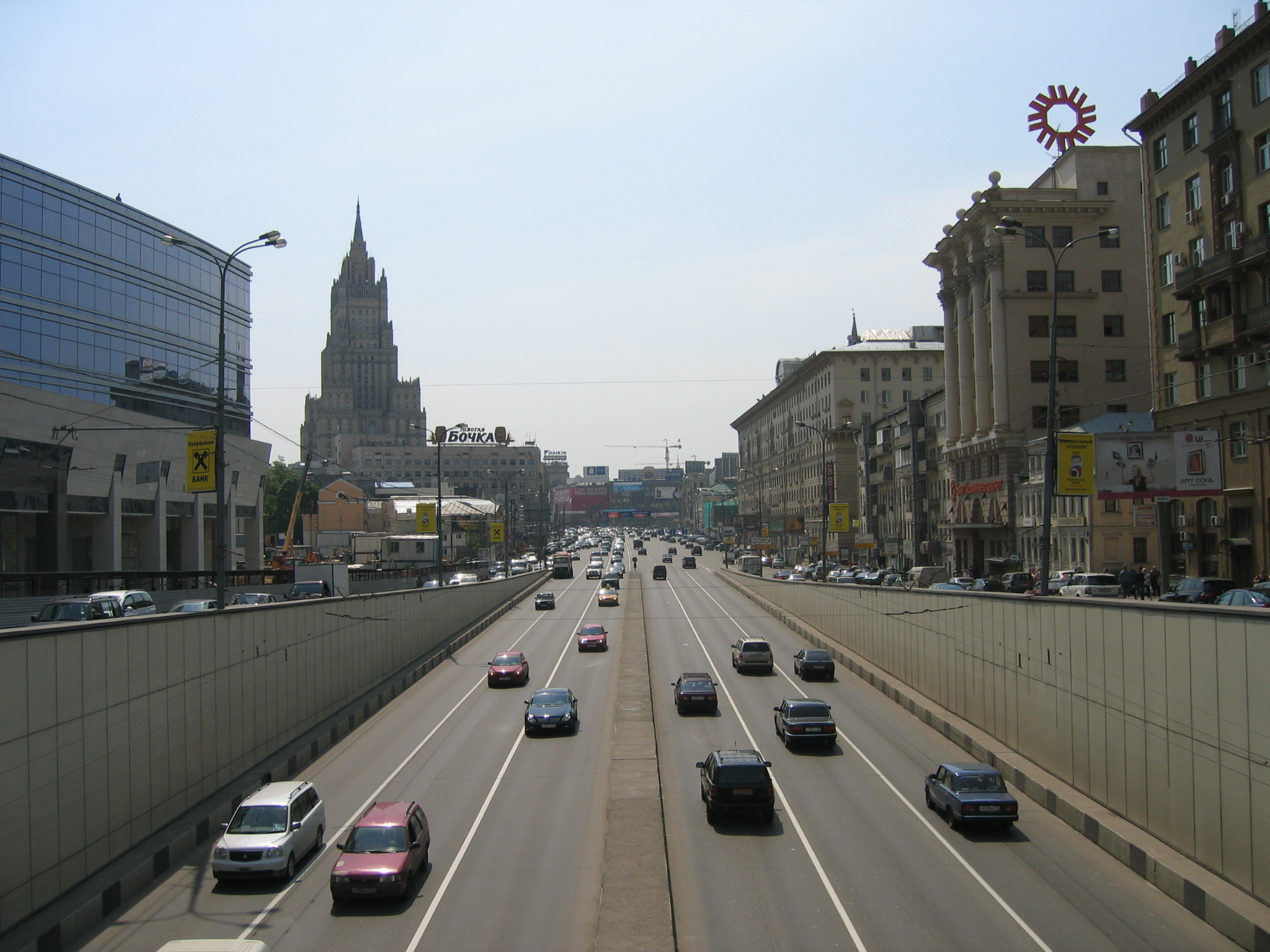
Gartenring in der Nähe der Arbat-Straße

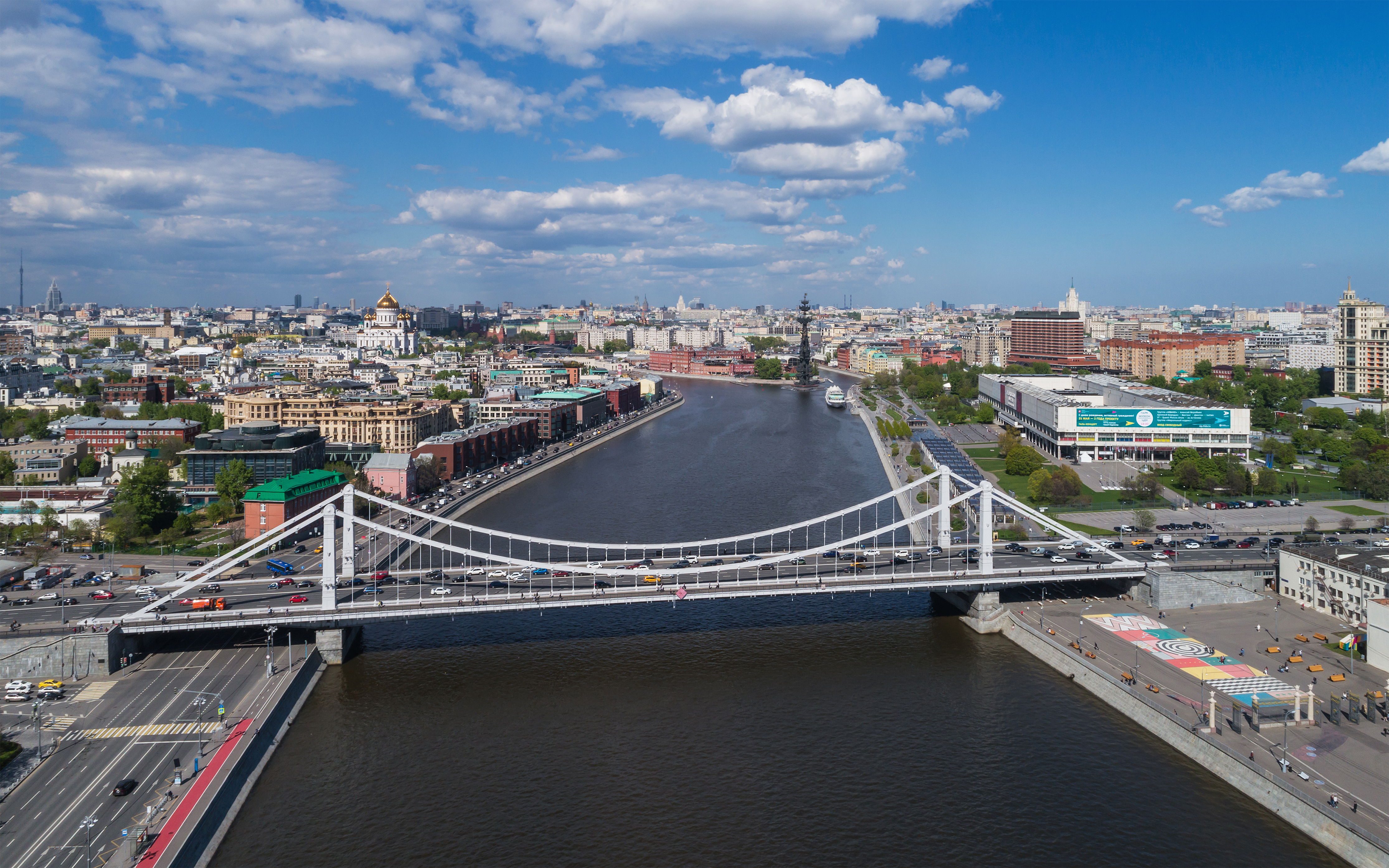
Die Krymski-Brücke (Крымский мост) mit 6 Fahrstreifen ist eine der schmalsten Stellen des Gartenrings.

Der Gartenring oder auch Ring „B“ (russisch Садовое кольцо oder кольцо „Б“/ Sadowoje kolzo oder kolzo „B“) ist die zirka 15,6 km lange 2. Ringstraße im Zentrum Moskaus.
Moskau war früher von mehreren Verteidigungsanlagen umringt. Eine von diesen war der Erdwall (russ. Земляной вал). Nach dem Brand von 1812 begann die Stadt sich auszubreiten. Der Erdwall wurde abgetragen und der angrenzende Wassergraben aufgefüllt. Der entstandene Raum zwischen der Bebauung wurde in eine breite Pflasterstraße mit Gehwegen umgewandelt (Gesamtbreite unter 25 m) und Gärten (daher die Bezeichnung Gartenring) sowie Boulevards wurden angelegt.
Um 1870 wurden Gleise für eine Pferdebahn verlegt, die 1908 von modernen Straßenbahnen abgelöst wurde. Die Straßenbahnlinie auf dem Gartenring trug den Namen B („Б“). 1936 bis 1937 wurden die Straßenbahnen durch Oberleitungsbusse ersetzt. In den frühen 1950ern wurde die Ringlinie (Кольцевая линия) der Moskauer Metro in Betrieb genommen, deren Südteil dem Verlauf des Gartenrings folgt. In den 1960er Jahren wurde der Gartenring zur Stadtautobahn ausgebaut, Fußgängerunterführungen und Straßentunnel ersetzten die meisten der bis dahin vorhandenen Ampelkreuzungen. An einigen Stellen existieren jedoch bis heute niveaugleiche Kreuzungen und sogar Fußgängerampeln, so dass der Gartenring keine Autobahn im klassischen Sinne darstellt.
An der Großen Sadowaja-Straße, einer Teilstraße des Gartenrings, befindet sich das unter Denkmalschutz stehende Hotel Peking, ein Gebäude im Stil des Sozialistischen Klassizismus. An der Kreuzung zum Sacharow-Prospekt befindet sich die Mauer der Trauer.

## Segmente des Gartenrings
- Triumphalnaja-Platz
- Sadowaja-Triumphalnaja-Straße
- Sadowaja-Karentnaja-Straße
- Sadowaja-Samotjotschnaja-Straße
- Samotjotschnaja-Platz
- Sadowaja-Sucharewskaja-Straße
- Malaja Sucharewskaja-Platz
- Bolschaja-Sucharewskaja-Platz
- Sadowaja-Spasskaja-Straße
- Krasnye Worota-Platz
- Sadowaja-Tschernogrjasskaja-Straße
- Platz Semljanoj Wal
- Semljanoj Wal
- Taganskaja-Platz
- Nischnjaja-Krasnocholmskaja-Straße
- Sazepski Wal
- Walowaja-Straße
- Serpuchowskaja-Platz
- Schitnaja-Straße
- Korowi Wal
- Krymski Wal
- Krymskaja-Platz
- Subowski-Boulevard
- Smolenski-Bouleward
- Smolenskaja-Sennaja-Platz
- Smolenskaja-Platz
- Nowinski-Boulevard
- Kudrinskaja-Platz
- Sadowaja-Kudrinskaja-Straße
- Bolschaja-Sadowaja-Straße